# Plan dźwiękowy
Plan dźwiękowy – pojęcie akustyczne, związane z położeniem źródła dźwięku w stosunku do mikrofonu.
Jeśli rozważymy źródło dźwięku o stałym natężeniu, planem dźwiękowym nazywa się zbiór pozycji tego źródła w przestrzeni, dla których stosunek między energią dźwięków odbitych i dźwięku bezpośredniego, docierających do mikrofonu, jest stały.

## Podział planów dźwiękowych
Plany dźwiękowe dzieli się na podstawie współczynnika perspektywy akustycznej {\displaystyle \Gamma }
{\displaystyle \Gamma ={\frac {E_{r}}{E_{i}}},}
gdzie:
{\displaystyle E_{r}} – gęstość energii akustycznej odbitej,
{\displaystyle E_{i}} – gęstość energii akustycznej bezpośredniej.
W zależności od wartości współczynnika {\displaystyle \Gamma } wyróżnia się trzy rodzaje planów dźwiękowych:
1. {\displaystyle 0<\Gamma <1} – plan bliski (inaczej pierwszy); do pozycji mikrofonu dociera głównie energia dźwięku bezpośredniego.
2. {\displaystyle \Gamma =1} – plan średni (inaczej drugi lub normalny); w pozycji mikrofonu energie dźwięku bezpośredniego i dźwięków odbitych są równe (zob. odległość graniczna).
3. {\displaystyle 1<\Gamma <\infty } plan daleki (inaczej trzeci); w pozycji mikrofonu przeważa energia dźwięków odbitych.